# Врх при Крижу
Врх при Крижу (словен. Vrh pri Križu) је насељено место у општини Жужемберк, регија Југоисточна Словенија, Словенија.

## Историја
До територијалне реорганизације у Словенији био је у саставу старе општине Ново Место.

## Становништво
У попису становништва из 2011. године, Врх при Крижу је имао 35 становника.
| Број становника према пописима | Број становника према пописима | Број становника према пописима |
| ------------------------------ | ------------------------------ | ------------------------------ |
| 1991                           | 2002                           | 2011                           |
| 54                             | 48                             | 35                             |

Напомена: Године 1955. повећано за насеље Света Марјета, које је укинуто. Године 2000. извршена је мања размена територија између насеља Пољане при Жужемберку и Врх при Крижу.